# Reasonable Doubt
Reasonable Doubt è l'album di debutto del rapper statunitense Jay-Z, pubblicato il 25 giugno del 1996 dalla Roc-A-Fella Records e dalla Priority Records. L'album presenta produzioni di diversi beatmaker, tra gli altri anche DJ Premier, Ski Beatz, Irv Gotti e DJ Clark Kent, inoltre vede le collaborazioni di Memphis Bleek, The Notorious B.I.G. e Mary J. Blige. L'album contiene temi inerenti al genere "mafioso rap" e testi crudi sullo stile di vita "hustler" e sulle ossessioni materiali. Una delle canzoni più celebri dell'album "Dead presidents II" è stata inclusa nel videogioco di successo del 2013 Grand Theft Auto V.
Reasonable Doubt ha debuttato alla posizione numero 23 della classifica Billboard 200, dove è rimasto per 18 settimane e ha ricevuto il disco di platino nel 2002. Promosso da quattro singoli, Dead Presidents II,  Ain't No Nigga, Can't Knock the Hustle e Feelin' It, l'album è certificato disco di platino dalla RIAA e, a partire dal 2006, ha venduto 1,5 milioni di copie negli Stati Uniti. Reasonable Doubt è stato un successo di critica, è stato più volte inserito nelle liste dei migliori dischi rap della storia da diverse pubblicazioni e molti appassionati del genere lo considerano il lavoro migliore di Jay-Z.

## Antefatti
Nel 1989 Jay-Z, aspirante rapper, è chiamato dal suo mentore Jaz-O per prendere parte al brano Hawaiian Sophie. Si fa notare in altre due canzoni di Jaz-O nell'anno seguente, ma dopo che Jaz-O è scaricato dalla sua etichetta, Jay-Z inizia a vendere droga per mantenersi. Il giovane prosegue la sua carriera nell'hip hop cantando in due canzoni dell'album del 1993 Beyond Flavor del collettivo Original Flavor. Jay-Z cattura l'attenzione di Big Daddy Kane che lo porta in tour con lui: collabora con Kane nel 1994 alla traccia Show & Prove con Ol' Dirty Bastard dei Wu-Tang Clan, Shyheim, Sauce Money e Scoob Lover.
Nonostante l'esposizione ricevuta da Kane, Jay-Z è ancora senza un contratto discografico. Inizia dunque a vendere le proprie cassette dal cofano della sua macchina con l'aiuto dell'amico Damon Dash. Il successo ottenuto nelle strade lo porta a firmare un contratto con la Payday Records e a pubblicare il suo primo singolo, In My Lifetime, oltre al lato-b I Can't Get wid Dat. Poco dopo, Jay-Z rifiuta il contratto e lascia la Payday Records per creare una propria etichetta, denominata Roc-A-Fella Records e fondata assieme a Damon Dash e Kareem "Biggs" Burke. Il rapper di Brooklyn ha spiegato successivamente che era convinto di poter commercializzare i propri lavori in maniera migliore per conto suo.
Carter affitta un piccolo ufficio economico per la Roc-A-Fella Records in John Street, in una delle «parti più tristi nella città più trafficata del mondo». Jay-Z e i suoi soci pensano a questa sede a basso costo come il punto di partenza che li porterà poi a Manhattan. Nel 1995 e nei primi mesi del 1996, Jay-Z collabora ai dischi di Big L e Mic Geronimo, alzando ulteriormente il proprio profilo. A questo punto, era ancora considerato un rapper "underground" con uno stile "new jack". Roc-A-Fella pubblica con Priority Records quello che avrebbe dovuto essere l'unico album di Jay-Z, poiché il rapper non trovava accordi con alcuna etichetta: Reasonable Doubt.

## Musica e testi
Reasonable Doubt è registrato al D&D Studios e missato al Platinum Island, tuttavia, le basi sono prodotte altrove. Can't Knock the Hustle è prodotto da Knobody a casa della madre di quest'ultimo nel 1994, mentre le voci sono registrate in tour in uno studio di Tampa (Florida) chiamato "Progressive Music" con Mary J. Blige. Ski produce Feelin' It e Political as Usual mentre registra con Camp Lo. Le sessioni di registrazione sono spesso competitive: Ski Beatz e DJ Clark Kent creano beats simili per Political as Asual, ma Ski presenta il suo beat a Jay-Z per primo riuscendo a ottenere la propria base nell'album. Brooklyn's Finest è una battaglia competitiva, anche se amichevole, tra Jay-Z e The Notorious B.I.G.: nonostante i rapper si fossero già incontrati sul set per il video musicale di Dead Presidents, scoprono in seguito che nessuno dei due ha scritto le proprie rime durante la registrazione. La registrazione di Brooklyn's Finest dura due mesi e si sposta dai D&D Studios ai Giant Studios dov'è registrato il ritornello della canzone di Clark Kent.
Reasonable Doubt ha temi tipici del mafioso rap, sottogenere del gangsta. David Drake di Stylus Magazine sostiene che i testi sono caratterizzati da un «realismo grintoso». Dream Hampton crede che, nonostante i rapper avessero alluso all'"hustling" in passato, Jay-Z «parli di ciò che può fare per la pace interiore della persona, e cosa può fare alla loro mente». In seguito, lo stesso Jay-Z ha dichiarato: «per me lo studio [di registrazione] era come il divano dello psichiatra» mentre registrava Reasonable Doubt. Steve Huey di AllMusic lo descrive come «un hustler di strada che colpiva su ciò che conosceva ed era veramente, veramente bravo in questo... esponendo dettagliatamente le sue esperienze di strada con un'onestà disarmante».
Jason Birchmeier per AllMusic scrive che la produzione dell'album è caratterizzata dall'«epoca pre-gangsta, un'era passata dove i campionamenti alimentavano le basi e il turntablism forniva i ganci, che distingue Reasonable Doubt da tutti i successivi lavori di Jay-Z». Can't Knock the Hustle presenta un beat regolare, Politics as Usual ha un suono R&B e un campionamento di Hurry Up This Way Again degli Stylistics, Dead Presidents campiona la voce di Nas da The World is Yours per il ritornello. Complessivamente, il disco è considerato un «classico» del genere, composto da una produzione «cupa e profonda» e da testi di strada «virtuosistici» che sopravvivono alla prova del tempo.

## Ricezione ed eredità
| Recensione                    | Giudizio |
| ----------------------------- | -------- |
| AllMusic                      | [ 1 ]    |
| Encyclopedia of Popular Music | [ 18 ]   |
| Entertainment Weekly          | B+       |
| IGN                           | 7.8/10   |
| Los Angeles Daily News        | [ 21 ]   |
| MSN Music                     | A−       |
| Pitchfork                     | [ 23 ]   |
| The Rolling Stone Album Guide | [ 24 ]   |
| The Source                    | [ 25 ]   |
| XXL                           | [ 26 ]   |

L'album riceve ampi apprezzamenti universali da parte della critica. Secondo Ryan Schreiber di Pitchfork, Reasonable Doubt è stato spesso «considerato uno degli album di riferimento dell'hip-hop», mentre Birchmeier dice che è stato visto come Illmatic di Nas (1994), un album classico dell'hip hop di un giovane rapper sulle sue esperienze criminali e di strada. Reasonable Doubt ha contribuito a mutuare il gangsta rap nel mafioso rap, rendendo popolare il sottogenere e l'immagine di alta classe, dei gusti e degli stili di vita dell'hip hop, incluso bere Cristal, guidare Lexus e vivere le trame di film quali Scarface e Carlito's Way. Secondo Miles Marshall Lewis, Reasonable Doubt è stato un lavoro «fondamentale» che «ha scioccato il mondo... un personale punto di riferimento per gli appassionati [...] l'hip hop è giovane, dotato e nero». Successivamente, Jay-Z ha detto che ricreare Reasonable Doubt sarebbe stato arduo, dato che stava vivendo uno stile di vita differente con uno stato mentale completamente diverso quando ha scritto l'album.
Reasonable Doubt è spesso ritenuto il miglior album di Jay-Z da parte degli appassionati. Egli stesso lo ritiene il migliore. Secondo Birchmeier, differisce dagli album successivi del rapper non presentando canzoni e successi "pop-crossover". Shaheem Reid di MTV spiega che «Reasonable Doubt potrebbe non avere le hit radiofoniche o le "club bangers" di molti dei suoi altri album, ma potrebbe essere Jay al suo momento più lirico – e senza ombra di dubbio al suo momento più onesto, secondo egli stesso. Huey dice che il piacere lirico si distende dentro il flow «indifferentemente naturale, disinvolto», l'«onesta disarmante» e l'abilità nello «scrivere alcune delle rime più acrobatiche mai sentite da tempo a questa parte». Sempre secondo Huey, ciò «ha aiutato Reasonable Doubt a diventare uno dei migliori album dell'hip-hop rinascimentale newyorkese degli anni novanta». Birchmeier, d'altro canto, riteneva che la qualità superiore dei produttori fosse maggiormente responsabile della reputazione di «classico» dell'album rispetto all'abilità di Jay-Z. In una recensione retrospettiva di Robert Christgau per MSN Music, il critico dice che l'album è stato «progettato per esperti hip-hop ed esteti di strada che giurano ancora che lui non l'ha mai superato [...] puoi sentirlo padroneggiare una disciplina che pochi rapper e molti criminali conoscono e che l'ascetismo invalida il piacere intrinseco delle sue rime».
Reasonable Doubt è stato nominato uno dei più grandi album hip hop di tutti i tempi nel 1998 dalla rivista The Source, da Vibe, che nella propria lista del 2002 lo classificò settimo, da MTV.com, che nella sua lista del 2005 lo piazzò al sesto posto, e da Henry Adaso per About.com, che classificò l'album di debutto di Jay-Z alla posizione 14. La rivista Blender lo incluse nella sua lista del 2003 500 CD che devi avere prima di morire. Nello stesso anno, Rolling Stone lo classificò al 248º posto nella sua lista dei 500 migliori album di sempre. La stessa rivista lo nomino diciassettesimo tra i migliori album degli anni novanta.
Nel 2006, Jay-Z si è esibito con le canzoni del disco al Radio City Music Hall per celebrare il ventesimo anniversario. La band del concerto ha incluso il batterista dei Roots Questlove, the Illadelphonics, un'orchestra di cinquanta elementi nominata The Hustla's Symphony e Just Blaze nel ruolo di DJ. Secondo il sito della Roc-A-Fella, i 3.000 biglietti messi in vendita per il concerto furono venduti nel giro di due minuti.

## Successo commerciale
Pubblicato il 25 giugno del 1996, Reasonable Doubt arriva alla posizione numero 23 nella Billboard 200. Resta 18 settimane nella classifica statunitense e 55 nella Top R&B/Hip-Hop Albums, dove raggiunge la terza posizione. Prima della fine del 1996 vende 420 000 copie fisiche negli Stati Uniti d'America. Il 7 febbraio del 2002, la RIAA certifica l'album di platino per il milione di copie vendute nel mercato statunitense. Resta l'album commercialmente meno proficuo nella carriera di Jay-Z.

## Tracce
1. Can't Knock the Hustle (featuring Mary J. Blige) – 5:17 (testo: Shawn Carter, Lesette Wilson, Meli'sa Morgan, Marcus Miller, Jerome Foster – musica: Knobody, Dahoud Darien co-produttore., Sean Cane co-produttore.)
2. Politics As Usual – 3:41 (testo: Carter, David Willis, Cynthia Biggs – musica: Ski)
3. Brooklyn's Finest (featuring The Notorious B.I.G.) – 4:36 (testo: Carter, Christopher Wallace, Rodolfo Franklin, Leroy Bonner, Greg Webster – musica: DJ Clark Kent)
4. Dead Presidents II – 4:27 (testo: Carter, Lonnie Liston Smith, Willis – musica: Ski)
5. Feelin' It – 3:48 (testo: Carter, Willis – musica: Ski)
6. D'evils – 3:31 (testo: Carter, Christopher Martin – musica: DJ Premier)
7. 22 Two'S – 3:29 (testo: Carter, Willis – musica: Ski)
8. Can I Live – 4:10 (testo: Carter, Irving Lorenzo Jr., Burt Bacharach, Hal David – musica: Irv Gotti)
9. Ain't No Nigga (featuring Foxy Brown) – 4:03 (testo: Carter, Inga Marchand, Jonathan Burks, Dennis Lambert, Brian Potter – musica: Jaz-O)
10. Friend Or Foe – 1:49 (testo: Carter, Martin – musica: DJ Premier)
11. Coming Of Age (featuring Memphis Bleek) – 3:59 (testo: Carter, Franklin, James Mtume – musica: DJ Clark Kent)
12. Cashmere Thoughts – 2:56 (testo: Carter, Franklin, Hamilton Bohannon, Leroy Emmanuel, Melvin Ragin – musica: DJ Clark Kent)
13. Bring It On (featuring Big Jaz & Sauce Money) – 5:01 (testo: Carter, Martin, Burks, Todd Gaither – musica: DJ Premier)
14. Regrets – 4:34 (testo: Carter, Patty F. Di Pasquale – musica: Peter Panic)

Durata totale: 55:21
Traccia bonus nella versione rimasterizzata
1. Can I Live II (featuring Memphis Bleek) – 3:57 (testo: Carter, Malik Cox, Malik Johnson – musica: K-Rob)

## Formazione
- Jay-Z – voce, produttore esecutivo
- Damon Dash – produttore esecutivo, produttore
- Kareem "Biggs" Burke – produttore esecutivo
- Big Jaz – produttore, voce, missaggio
- Memphis Bleek – voce
- Notorious B.I.G. – voce
- Sauce Money – voce
- Mary J. Blige – voce, cori
- Foxy Brown – voce
- Mecca – cori
- Ski Beatz – produttore, missaggio
- DJ Premier – produttore, missaggio

- Clark Kent – produttore, missaggio
- DJ Irv – produttore, missaggio
- Sean Cane – produttore
- Dahoud – produttore
- DJ Peter Panic – produttore, missaggio
- Kenny Ortíz – ingegnere del suono, missaggio
- Joe Quinde – ingegnere del suono, missaggio
- Eddie S. – ingegnere del suono, missaggio
- Carlos Bess – missaggio
- Adrien Vargas – direttore artistico, design
- Cey Adams – materiale grafico
- Jonathan Mannion – fotografia

## Classifiche

### Classifiche settimanali
| Classifica (1996)         | Posizione massima |
| ------------------------- | ----------------- |
| Stati Uniti               | 23                |
| US Top R&B/Hip-Hop Albums | 3                 |
| Classifica (1999)         | Posizione massima |
| US Catalog Albums         | 2                 |
| Classifica (2006)         | Posizione massima |
| US Top Rap Albums         | 21                |

### Classifiche di fine anno
| Classifiche (1996)        | Posizione massima |
| ------------------------- | ----------------- |
| US Top R&B/Hip-Hop Albums | 30                |